# Wulfila fragilis
Wulfila fragilis is een spinnensoort uit de familie van de buisspinnen (Anyphaenidae).
De wetenschappelijke naam van de soort werd in 1937 voor het eerst geldig gepubliceerd door Arthur Merton Chickering. Ook de soort Anyphaenella fragilis moet volgens sommige auteurs in het geslacht Wulfila worden geplaatst. In dat geval zal voor die laatste naam ofwel een bruikbaar synoniem moeten worden gevonden, ofwel een nomen novum moeten worden gecreëerd.